# Familiar de la Inquisición
Un familiar de la Inquisición (también, familiar del Santo Oficio) era el nombramiento que recibían ciertos miembros de menor nivel dentro de la Inquisición española, cuya función era la de servir de informantes.
Sin necesidad de tener ningún tipo de voto monástico ni ingresar en el clero, sus funciones eran las de informar de todo lo que fuera de interés para la institución y ocurriera dentro de la sociedad en la que estaban integrados, como una tupida red de espionaje o servicio de información. Se beneficiaban económicamente de sus delaciones, además de estar protegidos ellos mismos de una posible persecución por las mismas causas que informaban. El hecho de que los acusadores en los procesos inquisitoriales no fueran públicos ni pudieran ser conocidos por los acusados, les hacía temibles. Debían estar permanentemente al servicio de la Inquisición. Convertirse en familiar era considerado un honor, ya que suponía un reconocimiento público de limpieza de sangre y llevaba además aparejados ciertos privilegios, entre ellos, que podían portar armas.

## Origen, concepto y funciones
La amplitud de los distritos territoriales y la escasez de personal obligaron al Santo Oficio a buscar apoyos externos, para lo que se creó las figuras de los familiares y comisarios de la Santa Inquisición. La figura del familiar, existente ya en la Inquisición medieval, la desempeñaba un laico, que estando al servicio del tribunal, protegía, en un principio, a los inquisidores a cambio de la concesión de determinados privilegios como la exención de algunos impuestos. No sólo disponía del privilegio de la exención de algunos impuestos, sino que además, su condición de familiar suponía el reconocimiento de la limpieza de sangre. Todo ello contribuía a que fuese un cargo muy cotizado.
Con el tiempo, el cometido de los familiares cambió bastante. Se les utilizó para controlar las actuaciones de la población rural. Su misión principal era denunciar, perseguir y detener a presuntos herejes, no juzgar, algo que correspondía a los tribunales provinciales. El nombre de los delatores no era conocido por los acusados, ya que no se hacía público, hecho que les hacía temibles.

## Nombramiento y procedencia
Eran nombrados por los inquisidores de distrito. Solían proceder del pueblo llano, eran artesanos y mercaderes, aunque, cuando la figura del familiar se fue alejando de sus fines iniciales - milicia al servicio del Santo Oficio-, se unieron a estos, caballeros que veían el puesto como una fuente de prestigio y privilegios de toda clase.

## Número de miembros
En un principio se destinó un familiar por cada doscientos vecinos. Esta proporción no se mantuvo, puesto que numerosos campesinos y mercaderes quisieron gozar de los privilegios que les confería el cargo. Las reacciones ante este aumento vertiginoso de familiares fueron bastante distintas en la corona de Aragón y en la de Castilla.

### En la corona de Aragón
En la corona de Aragón, fueron las Cortes de Monzón de 1512 las que sometieron a discusión el número y condición de los familiares. Se llegaron a acuerdos por los que se determinaba la reducción del número de familiares, pero no parece que estos acuerdos se cumplieran. Un ejemplo de esto lo encontramos en Cataluña, ya que, si bien en las Cortes de Monzón de 1512 se había pedido que el número quedase reducido a treinta y cuatro, se sabe que en 1567 había en Cataluña setecientos ochenta y cinco familiares.
En 1567, Francisco de Soto Salazar realizó una visita a los tribunales inquisitoriales de Cataluña, y Antonio de Villamayor, secretario del virrey, le entregó, en nombre de la audiencia real, un memorial para protestar contra el número exagerado de familiares cuyos privilegios eran contrarios a las constituciones. La protesta tuvo cierto éxito, al menos en las ciudades. A finales de siglo, los familiares habían quedado en diecinueve en Barcelona, nueve en Gerona, cuatro en Tarragona... Esta reducción no se produjo en las zonas rurales, donde el número había crecido bastante.

### En la corona de Castilla
En la corona de Castilla, fue Felipe II quien, el 10 de marzo de 1553, como regente que era en ausencia de su padre, firmó la cédula en que se pactaba el número de familiares de que podría disponer el Santo Oficio:

Entendiendo que convenía al servicio de Nuestro Señor y de Su Majestad y mío darse en ello alguna buena orden para que cesasen todas diferencias y supiesen los inquisidores y las justicias seglares en los casos y delitos en que cada uno podía conocer y que no estorbasen ni impidiesen los unos a los otros, mandé juntar sobre ello a algunas personas del Consejo Real y uno de la Santa y General Inquisición [...], fue acordado que se debía proveer y ordenar las cosas y capítulos siguientes:

- Primeramente, que en las inquisiciones de Sevilla, Toledo y Granada haya en cada ciudad de ellas cincuenta familiares y no más y en la villa de Valladolid cuarenta familiares y en las ciudades de Cuenca y Córdoba otros cuarenta familiares en cada uno de ellas; en la ciudad de Murcia treinta familiares y en la villa de Llerena y en la ciudad de Calahorra veinte y cinco familiares en cada una de ellas y en los otros lugares del distrito de las dichas inquisiciones en que haya tres mil vecinos se nombren hasta diez familiares en cada lugar y en los pueblos de hasta mil vecinos seis familiares y en los de hasta quinientos vecinos cuatro familiares y no más y si fuere puerto de mar el lugar de quinientos vecinos abajo u otro lugar de frontera haya cuatro familiares. 
- Ítem, que los que hubieren de ser proveídos por tales familiares sean hombres llanos y pacíficos, cuales convienen para ministros de oficio tan santo, y para no dar en los pueblos disturbios y, para que de este número no se exceda y sean las personas de los familiares cuales es dicho, el inquisidor general y el consejo de la general inquisición tengan el cuidado que convenga y despachen sobre ello las provisiones necesarias; 

- Ítem, que en cada distrito de la inquisición se den a los regimientos copia del número de los familiares que allí ha de haber y que los corregidores entiendan y puedan reclamar cuando los inquisidores excedieren del número y que asimismo se dé la lista de los familiares que en cualquier corregimiento se proveyeron para que los corregidores sepan cómo aquéllos son los que han de tener por familiares.

Lo contenido en esta cédula no se cumplió, ya que en aquellos años la Inquisición se había convertido en una institución capaz de desafiar a las autoridades civiles de la monarquía.
Se cree que el número total de familiares pudo ser de veinte mil, aunque otros autores apuntan que se situó entre diez y doce mil durante el periodo comprendido entre 1570 y 1629, número que posiblemente aumentase en la década de 1630, que sería la de mayor auge.